# Valderas
Valderas é um município da Espanha na província de León, comunidade autónoma de Castela e Leão, de área 99,6 km² com população de 2045 habitantes (2007) e densidade populacional de 20,58 hab/km².

## Demografia
| Variação demográfica do município entre 1991 e 2004 | Variação demográfica do município entre 1991 e 2004 | Variação demográfica do município entre 1991 e 2004 | Variação demográfica do município entre 1991 e 2004 |
| --------------------------------------------------- | --------------------------------------------------- | --------------------------------------------------- | --------------------------------------------------- |
| 1991                                                | 1996                                                | 2001                                                | 2004                                                |
| 2388                                                | 2305                                                | 2050                                                | 2049                                                |